# ناثانيل رايت
ناثانيل رايت (بالإنجليزية: Nathaniel Wright)‏ هو محامي ومصرفي وسياسي أمريكي، ولد في 13 فبراير 1785 في ستيرلينغ في الولايات المتحدة، وتوفي في 5 نوفمبر 1858 في لوويل في الولايات المتحدة. انتخب عضو مجلس نواب ماساتشوستس.